# Italochrysa punctistigma
Italochrysa punctistigma is een insect uit de familie van de gaasvliegen (Chrysopidae), die tot de orde netvleugeligen (Neuroptera) behoort. 
Italochrysa punctistigma is voor het eerst wetenschappelijk beschreven door Esben-Petersen in 1918.